# Chcę mieć znaną twarz
Trwa dyskusja nad usunięciem tego artykułu, kliknij i weź w niej udział.
Chcę mieć znaną twarz – amerykański program rozrywkowy typu reality show emitowany na kanale MTV.
W programie fani danego artysty upodobniają się do swoich idoli. Uczestnicy programu poddają się operacji plastycznej, dzięki której stają się podobni do sławnej osoby. Ich poczynania śledzi kamera, która pokazuje nam kulisy ich przygotowań i późniejszych zmian wyglądu.